# Lobopode
Pour le groupe d'animaux fossile, voir Lobopodia.
Les lobopodes (du grec λοβός / lobós « lobe », et ποδός / podós « pied » ), sont des pseudopodes larges contenant un cytoplasme (ectoplasme et endoplasme). 